# Keith Jeffery
Pour les articles homonymes, voir Jeffery.
Keith Jeffery MRIA, né le 11 janvier 1952 à Belfast et mort le 12 février 2016, est un historien nord-irlandais se spécialisant sur l'histoire britannique moderne, l'histoire britannique impériale et l'histoire de l'Irlande.

## Biographie

### Jeunesse
Keith Jeffery est né en 1952 à Belfast de Fred Jeffery, vice-directeur du Methodist College Belfast, et de Gladys Jeffery, née England. Il étudie à l'école que co-dirige son père, puis fréquente le St John's College à Cambridge. Il y rencontre Sally Visick, collègue qu'il va épouser (le couple aura 2 enfants, Ben et Alex), et complète son doctorat avant de retourner en Irlande du Nord en 1978.

### Carrière
Après l'obtention de ses diplômes au St John's College, où il a aussi reçu le Prince Consort Prize et le Seeley Medal, Jeffery devient professeur à l'université d'Ulster, où il enseigne pendant 20 ans. De 1988 à 1997, il est co-rédacteur du Irish Historical Studies, puis en devient le chef du conseil d'administration. Il est fellow visiteur à l'université nationale australienne et à l'Académie militaire d'Australie en 1997-1998. La même année, il est conférencier de Lees Knowles (en) au Trinity College. Jeffery rejoint l'Université Queen's de Belfast en tant que professeur d'histoire britannique en 2005.
Il était spécialisé dans l'histoire militaire, même dans ses dernières années, il s'est intéressé sur le renseignement. Il est notamment chargé par la MI6 de rédiger une biographie de l'organisation pour son centième anniversaire en 2009. Il a notamment eu accès aux archives de l'organisation, dont l'existence a seulement été connue dans les années 1990. En 2009, il devient membre de l'Académie royale d'Irlande. Il meurt d'un cancer le vendredi 12 février 2016.
Après son décès, l'Ulster Society for Irish Historical Studies (USIHS) organise une conférence  intitulée « USIHS Roundtable: Historical Legacies of Keith Jeffery » au cours de laquelle est analysée son œuvre et son parcours. L'Université Queen's de Belfast institue une conférence annuelle intitulée « Keith Jeffery Lecture in Public History » en collaboration avec l'Ulster Historical Foundation pour la première 《The First Keith Jeffery Memorial Lecture 》et dont le thème sera 《‘Rethinking 1916’.》.